# Team Hell No

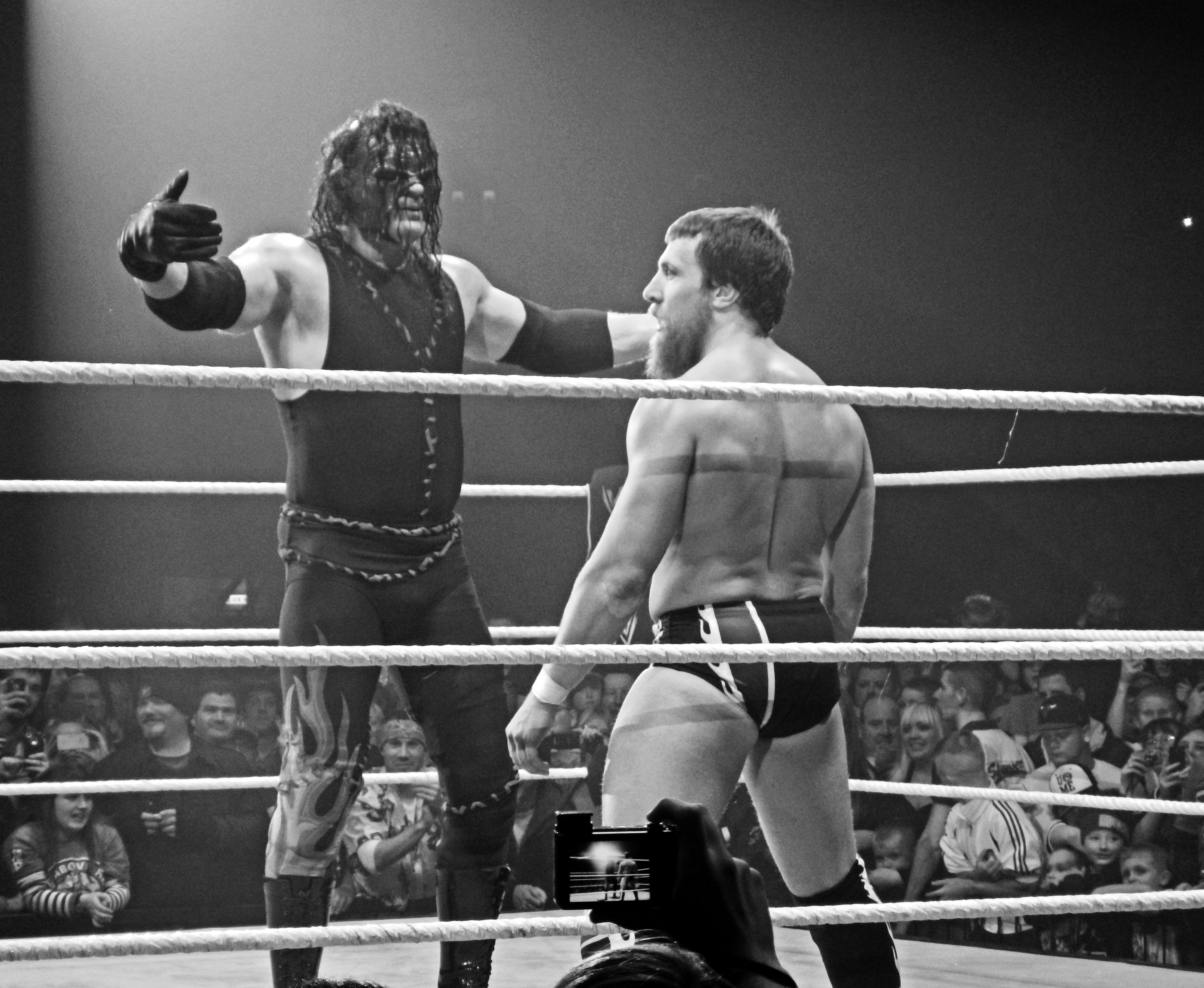
Daniel Bryan a Kane v roce 2012.

Team Hell No je profesionální wrestlingový tým složený z Kanea a Daniela Bryana. V současné době drží WWE Tag Týmové tituly i přesto, že Kane a Bryan říkají, že pouze jeden z nich je "Tag Team šampioni". Název týmu vyplývá z charakterů jeho členů: Kane znázorňuje násilného pyromaniaka a popisuje se jako "ďáblův oblíbený démon", zatímco Bryan je zlomyslný pesimista který rád skanduje anglické slovo "No!" (v překladu "ne"). Dříve byli v součásti příběhu jako nepřátelé, poté ale byli vystaveni do společné, týmové práce a po neúspěchu byli bývalou generální ředitelkou Raw, AJ Lee, posláni do kurzu sebeovládání. Poté získali týmové tituly.

## Ve wrestlingu
- Kaneův ukončovací chvat
  - Chokeslam
  - Tombstone Piledriver
- Danielův Bryanův ukončovací chvat
  - No Lock (omoplata crossface)
- Společné ukončovací chvaty
  - Chokeslam od Kanea následovaný Diving Headbutt od Daniela Bryana
- Theme songy
  - "Veil of Fire" od Jima Johnstona – Kane
  - "Flight of the Valkyries" od Jima Johnstona – Daniel Bryan

## Šampionáty a ocenění
- WWE
  - WWE Tag Týmový šampionát (1krát, současní)